# Irini Lambraki
Irini Lambraki, gr. Ειρήνη Λαμπράκη (ur. 5 stycznia 1949 w Janinie, zm. 19 lipca 2018) – grecka polityk i prawniczka, posłanka krajowa, deputowana do Parlamentu Europejskiego IV kadencji.

## Życiorys
Absolwentka studiów prawniczych na Uniwersytecie Narodowym im. Kapodistriasa w Atenach. kształciła się również w Monachium i Perugii. Zaangażowała się w działalność polityczną w ramach Panhelleńskiego Ruchu Socjalistycznego, weszła w skład komitetu centralnego tego ugrupowania. W latach 1977–1989 była posłanką do Parlamentu Hellenów II, III i IV kadencji z okręgu wyborczego Ateny B. Od 1988 do 1989 zajmowała stanowisko wiceministra kultury. W latach 1994–1999 sprawowała mandat eurodeputowanej IV kadencji, należąc do frakcji socjalistycznej. Pełniła m.in. funkcję wiceprzewodniczącej Komisji ds. Regulaminu, Weryfikacji Mandatów i Immunitetów.
Zmarła w 2018 podczas wakacji na wyspie Skiatos.